# Trio Laiho

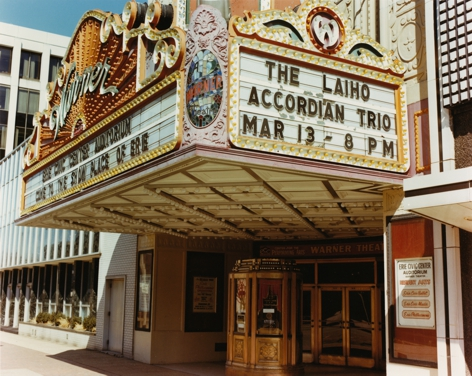
Annonce d'un concert du trio Laiho au Warner Theatre (Washington, D.C.) en 1960.

Le trio Laiho est un trio composé de trois frères accordéonistes, Altti (né en 1939), Veikko (né en 1942) et Pentti Laiho (né en 1944). S'ils ont grandi à Pori (Finlande), ils firent l'essentiel de leur carrière aux États-Unis.

## Discographie
- Amoureuse, R. Berger, Griserie, A. Bose, La Cumparsita, H. M. Rodriques and A media Luz, E. Donato. Finlandia Records (a division of the Warner Classics), RPE 459 (1967).
- Coriolanus Overture, Ludwig van Beethoven, In a Persian Market, Albert Ketelbey, Leichte Kavallerie overture, Franz von Suppé, etc. Europa (record label) LP record, AVP 224 GX 365 (1973).
- The Last Spring, Edward Grieg and Intermezzo from Cavalleria rusticana, Pietro Mascagni, etc. Musical Heritage Society LP record, MHS 3908Z (1978).

## Source de la traduction
- (en) Cet article est partiellement ou en totalité issu de l’article de Wikipédia en anglais intitulé « The Laiho Trio » (voir la liste des auteurs).